# ديفيد بوكيت
ديفيد بوكيت (بالإنجليزية: David Puckett)‏ هو لاعب كرة قدم بريطاني في مركز الهجوم، ولد في 29 أكتوبر 1960 في ساوثهامبتون في المملكة المتحدة. لعب مع ستوك سيتي وسوانزي سيتي ونادي ألدرشوت ونادي بورنموث ونادي ساوثهامبتون ونادي وكينغ.